# 卡爾瑙希夫卡 (伊久姆區)
49°2′0″N 37°2′31″E / 49.03333°N 37.04194°E
卡爾瑙希夫卡（烏克蘭語：Карнаухівка）是位於烏克蘭東部的村莊，由哈爾科夫州伊久姆區的奧斯基爾市鎮負責管轄。該村面積0.59平方公里，海拔高度101米，2001年人口41，人口密度每平方公里69.4人。